# Resultados do Carnaval de Porto Alegre em 1985
Resultados do Carnaval de Porto Alegre em 1985. O grupo principal foi vencido pela escola Bambas da Orgia que apresentou o enredo, Viagem ao Mundo das Ilusões.

## Grupo I
| Colocação | Escola                    | Pontuação | Nota      | Ref.  |
| --------- | ------------------------- | --------- | --------- | ----- |
| 1º        | Bambas da Orgia           | 2108      |           | [ 1 ] |
| 2º        | Estado Maior da Restinga  | 2022      |           | [ 1 ] |
| 3º        | Academia de Samba Praiana | 1902      |           | [ 1 ] |
| 4º        | União da Vila do IAPI     | 1788      |           | [ 1 ] |
| 5º        | Acadêmicos da Orgia       | 1605      |           | [ 1 ] |
| 6º        | Imperadores do Samba      | 1510      |           | [ 1 ] |
| 7º        | Império da Zona Norte     | 1143      | Rebaixada | [ 1 ] |

## Grupo II
| Colocação | Escola                  | Pontuação | Nota            | Ref.  |
| --------- | ----------------------- | --------- | --------------- | ----- |
| 1º        | Embaixadores do Ritmo   | 1833      | Promovida       | [ 1 ] |
| 2º        | Garotos da Orgia        | 1677      |                 | [ 1 ] |
| 3º        | Milionários da Zona Sul | 1623      |                 | [ 1 ] |
| 4º        | Realeza                 | 1430      |                 | [ 1 ] |
| 5º        | Fidalgos e Aristocratas | 1312      |                 | [ 1 ] |
| 6º        | Beija-Flor do Sul       | 1121      |                 | [ 1 ] |
| 7º        | Portela                 | 898       |                 | [ 1 ] |
| 8º        | Copacabana              | *         | Desclassificada | [ 1 ] |

## Grupo III
| Colocação | Escola                       | Pontuação | Nota      | Ref.  |
| --------- | ---------------------------- | --------- | --------- | ----- |
| 1º        | Imperatriz Dona Leopoldina   | 1985      | Promovida | [ 1 ] |
| 2º        | Academia de Samba Relâmpago  | 1639      |           | [ 1 ] |
| 3º        | Filhos da Candinha           | 1332      |           | [ 1 ] |
| 4º        | Paineira                     | 1049      |           | [ 1 ] |
| 5º        | Mangueira                    | 914       |           | [ 1 ] |
| 6º        | Unidos do Umbú               | 773       |           | [ 1 ] |
| 7º        | Estação Primeira da Figueira | 630       |           | [ 1 ] |

## Tribos
| Colocação | Tribo        | Pontuação | Nota            | Ref.  |
| --------- | ------------ | --------- | --------------- | ----- |
| 1º        | Os Comanches | 1655      |                 | [ 1 ] |
| 2º        | Guaianazes   | 1319      |                 | [ 1 ] |
| 3º        | Os Tapuias   | *         | Desclassificada | [ 1 ] |